# Nephopterix angustella
Nephopterix angustella là một loài bướm đêm thuộc họ Pyralidae. Nó được tìm thấy ở châu Âu.

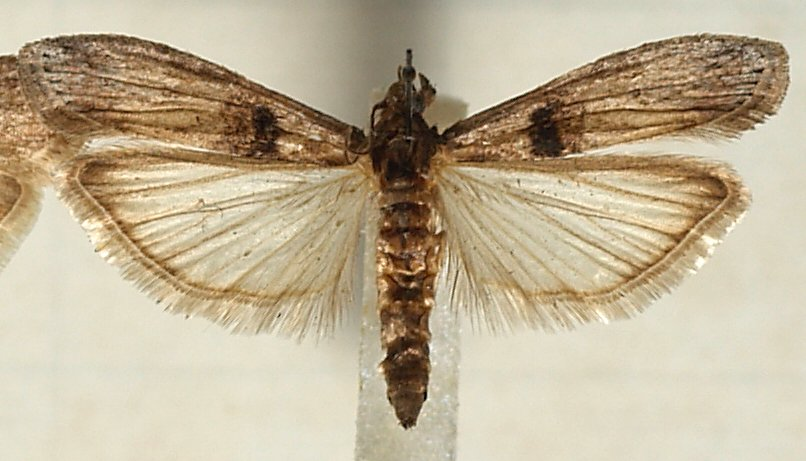

Sải cánh dài 20–25 milimét (0,8–1,0 in). Con trưởng thành bay từ tháng 5 đến tháng 10 tùy theo địa điểm.
Ấu trùng ăn Bird Cherry.

## Hình ảnh

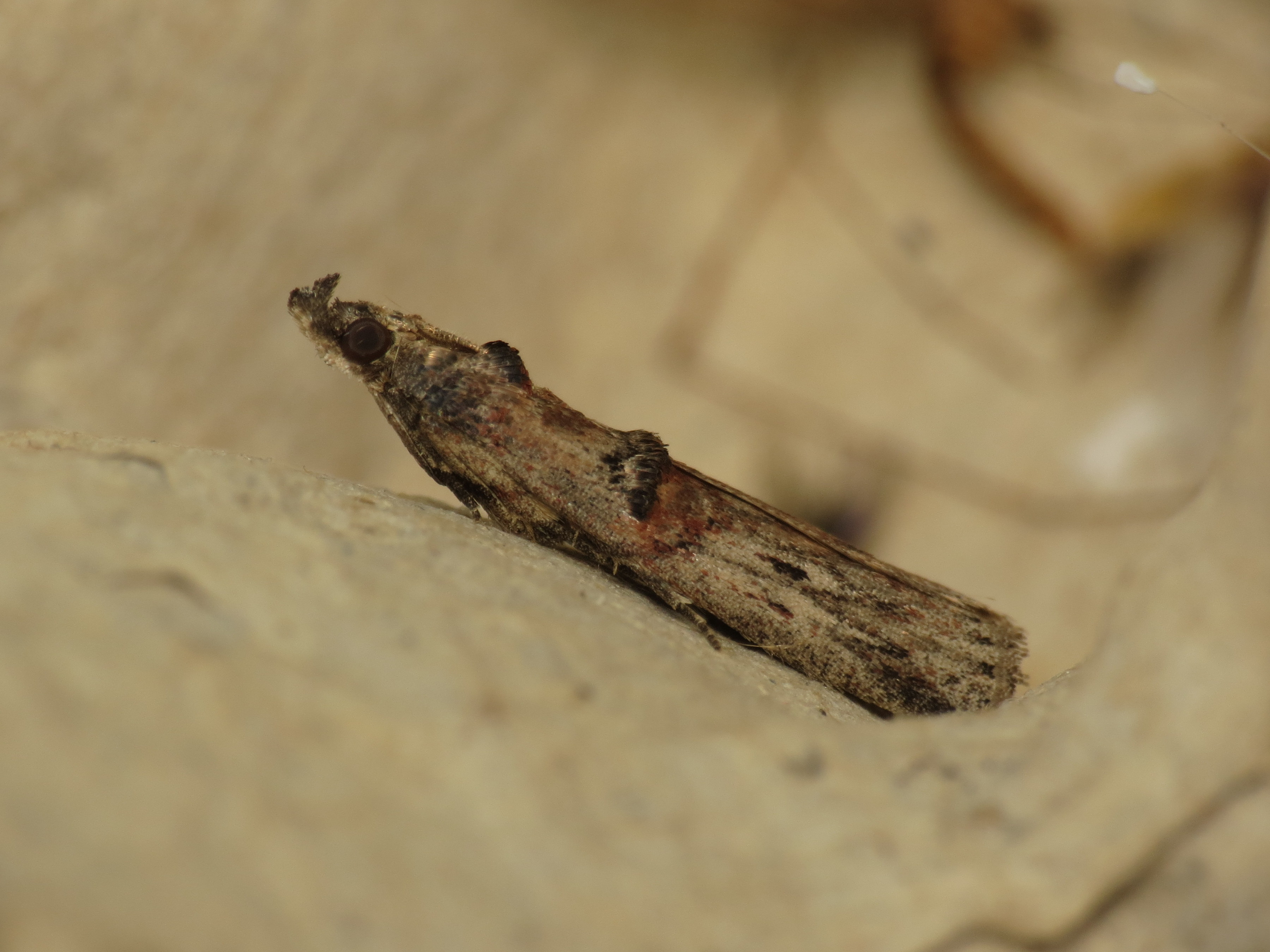
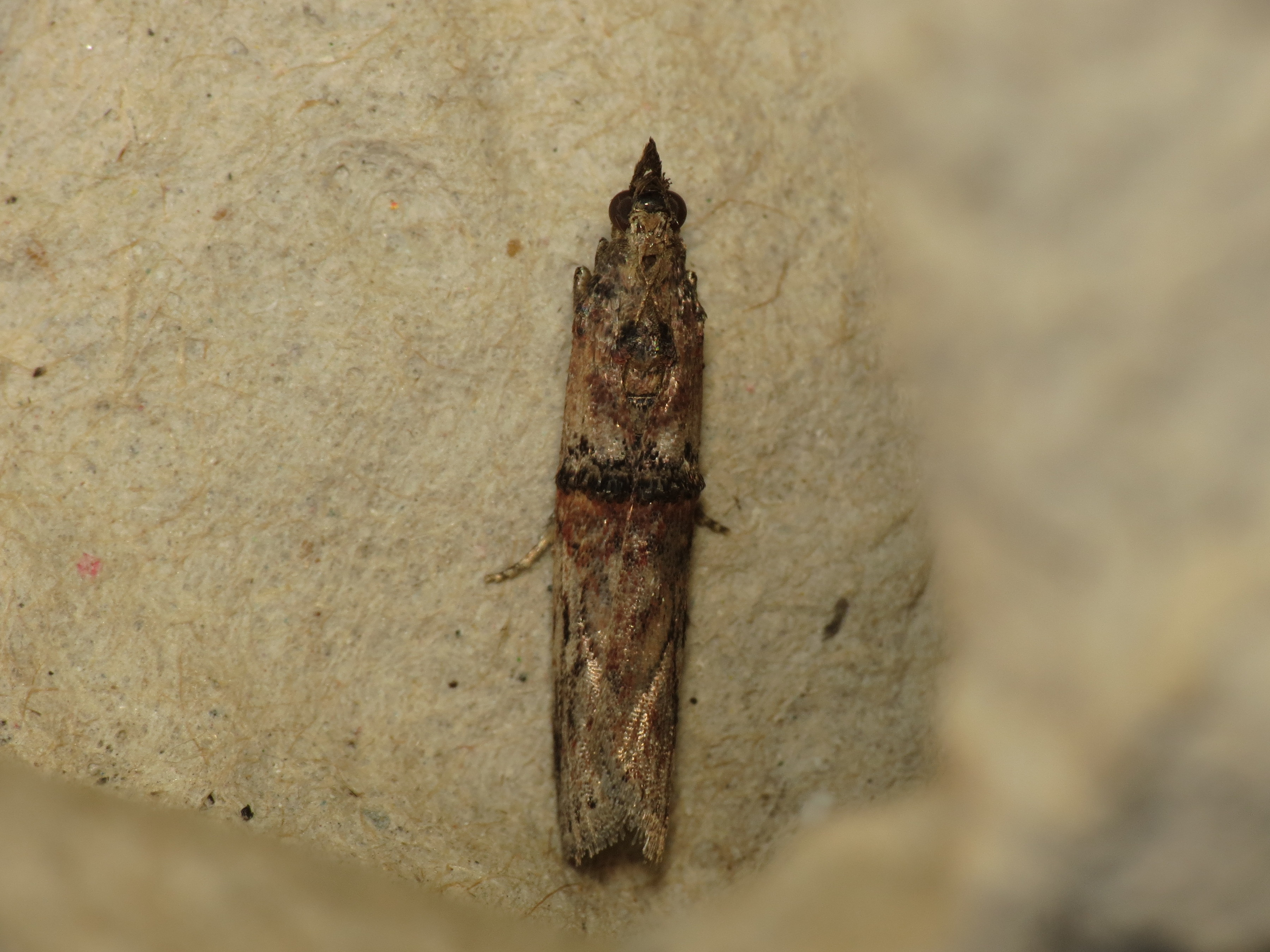
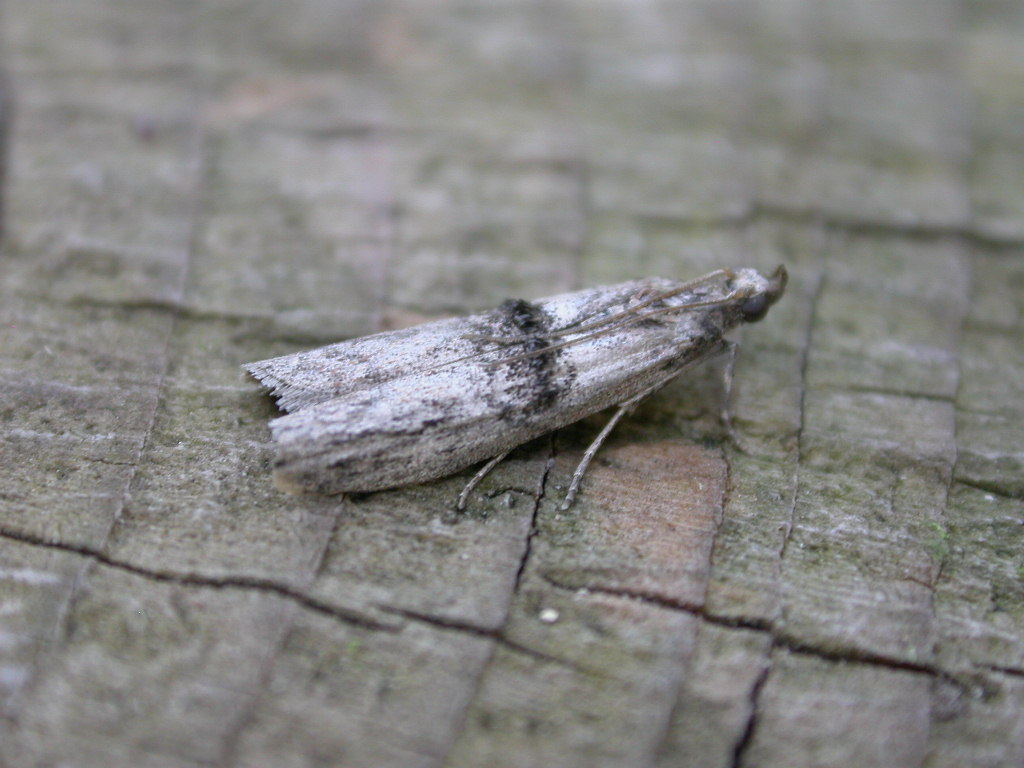
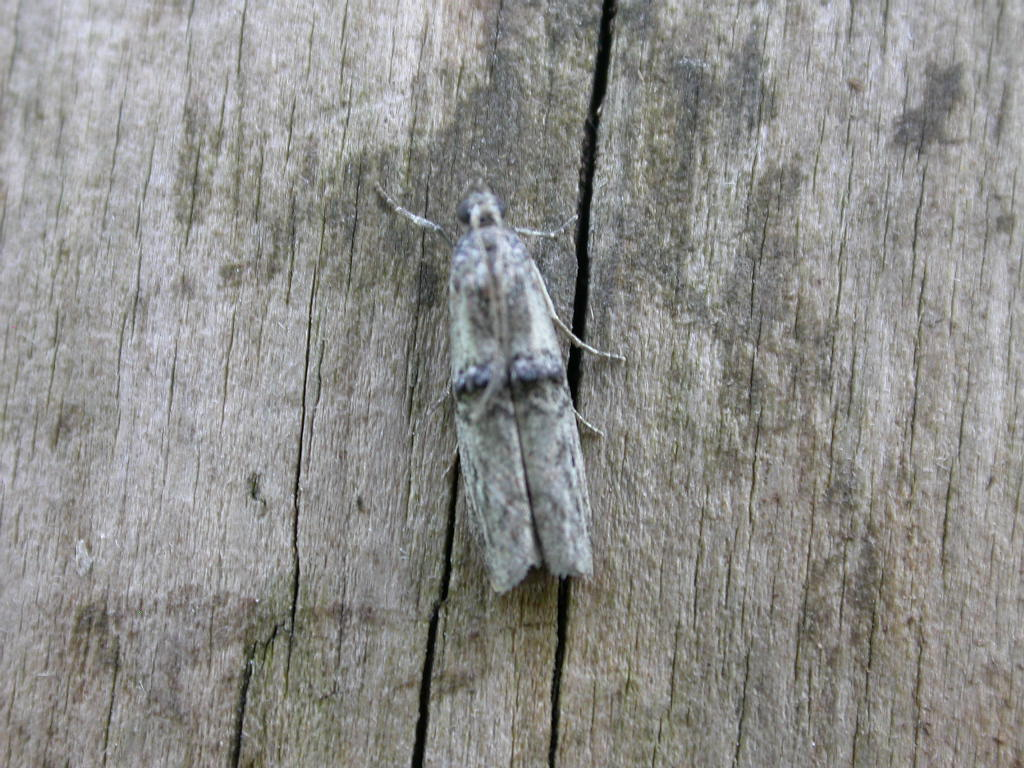